# Hydrellia aurifer
Hydrellia aurifer är en tvåvingeart som beskrevs av Cresson 1932. Hydrellia aurifer ingår i släktet Hydrellia och familjen vattenflugor. Inga underarter finns listade i Catalogue of Life.